# Konsumtionsvaror

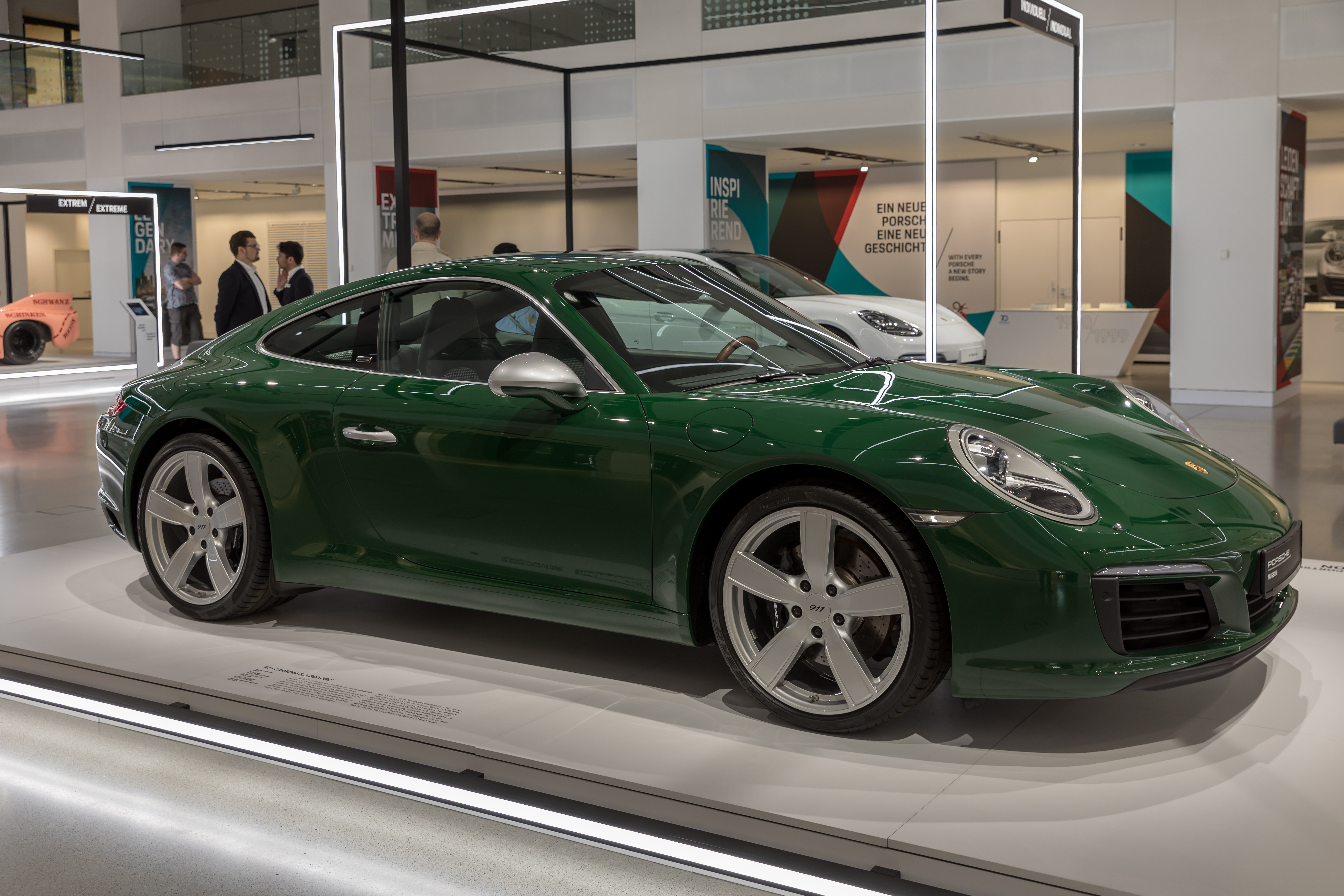
Personbilar är konsumtionsvaror, de är anpassade och redo att användas av konsumenter. För att tillverka personbilar använder tillverkarna insatsvaror som växellåda och motor.

Konsumtionsvaror är, enligt nationalekonomisk teori, de medel som används av en person för att (hjälpa till att) uppnå ett mål denne strävar efter. Konsumtionsvaror är alltså saker som är värderade för deras förmåga att hjälpa personer att uppnå deras mål. För en person som är hungrig, och har som mål att bli mätt, så räknas en nygrillad hamburgare som en konsumtionsvara för denne. Alla de medel, förutom land och arbete, som användes för att producera denna hamburgare är således kapitalvaror, faktorer som används för att producera konsumtionsvaror.
Konsumtionsvaror definieras också som varor som till skillnad från kapitalvaror förbrukas vid användning. Hit räknas bland annat livsmedel, läkemedel och bränslen.
Sett ur perspektivet tidsrymd, som varan avses konsumeras eller användas under, talar man om dagligvaror respektive sällanköpsvara.